# François Daniel Ier Oesinger
François Daniel Ier Oesinger (né à Strasbourg en 1731 et mort à Strasbourg en 1790) est un maître de forges alsacien, entrepreneur de la manufacture royale de Klingenthal et homme d'affaires.

## Biographie
Appartenant a une vieille famille strasbourgeoise, il est le fils de François Ier Oesinger et de Madeleine Friderici.
Maître de forges de Klingenthal, industriel strasbourgeois qui exploitait des martinets de cuivre en aval du Klingenthal. De 1765 à 1784, il dirigeait comme associé de Louis Antoine Gau, la manufacture de Klingenthal. Sous leur direction, la manufacture connait un nouvel essor et la production dépasse celle de Solingen.
Marié à Caroline Greuhm (1741-1797), il est le père de François Daniel II Oesinger et de Charles Frédéric Ier Oesinger, et sera l'ancêtre de la famille Oesinger.